# Бриџпорт (Тексас)
Бриџпорт (енгл. Bridgeport) град је у америчкој савезној држави Тексас. По попису становништва из 2010. у њему је живело 5.976 становника.

## Демографија
Према попису становништва из 2010. у граду је живело 5.976 становника, што је 1.667 (38,7%) становника више него 2000. године.
| Група             | 2000.         | 2010.         |
| Белци             | 2.934 (68,1%) | 3.075 (51,5%) |
| Афроамериканци    | 114 (2,6%)    | 276 (4,6%)    |
| Азијати           | 5 (0,1%)      | 53 (0,9%)     |
| Хиспаноамериканци | 1.215 (28,2%) | 2.524 (42,2%) |
| Укупно            | 4.309         | 5.976         |